# 인도 주재 외국공관 목록

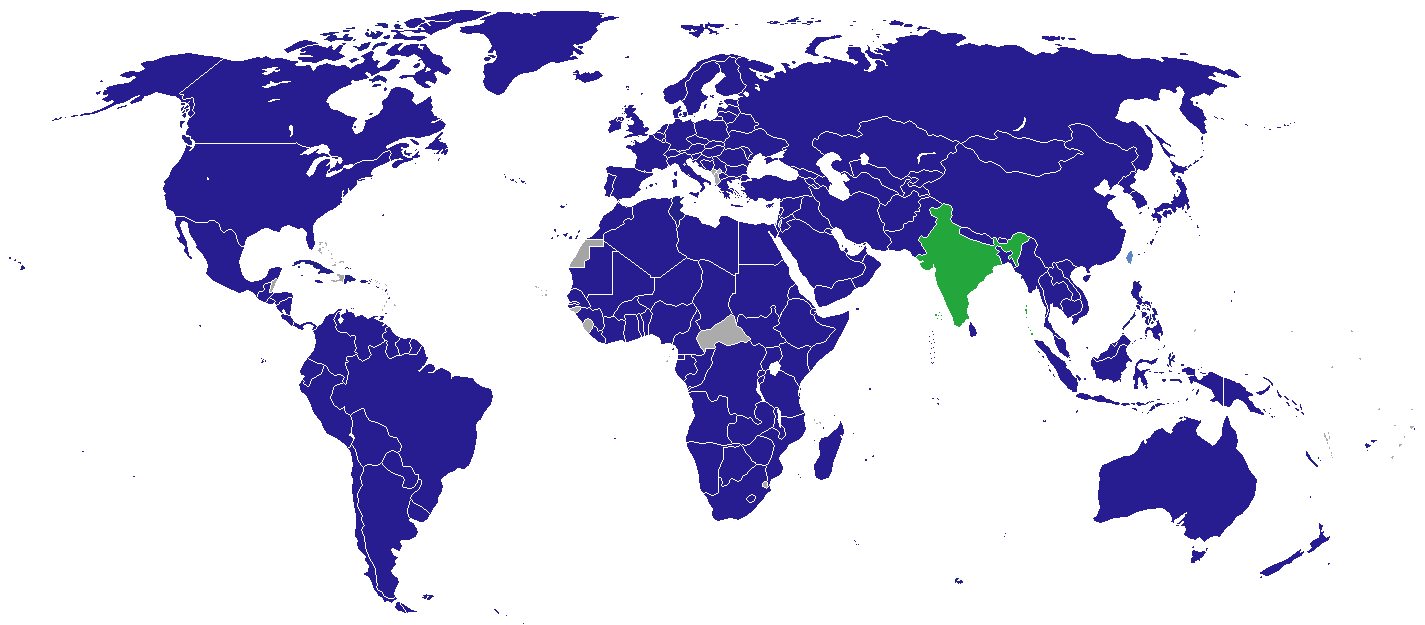
인도에 설치한 외국공관들

이 문서는 인도 주재 외국공관 목록이다. 뉴델리에는 153개의 대사관/고등판무관 사무소가 있으며, 많은 나라들이 명예 영사관을 제외한 다른 인도 도시에 영사관을 두고 있다.
델리에 있는 대부분의 외교관들은 차나야푸리 외교관 거주지에 위치해 있다. 2017년 1월 인도 내각은 드와르카 24구역을 차나야푸리에 이어 면적 34.87ha(86.2에이커)에 39개국을 위한 두 번째 외교적 거주지로 승인했다.

## 대사관/고등판무관 사무소
1. 아프가니스탄
2. 알제리
3. 앙골라
4. 아르헨티나
5. 아르메니아
6. 오스트레일리아
7. 오스트리아
8. 아제르바이잔
9. 바레인
10. 방글라데시
11. 벨라루스
12. 벨기에
13. 부탄
14. 볼리비아
15. 보스니아 헤르체고비나
16. 보츠와나
17. 브라질
18. 브루나이
19. 불가리아
20. 부르키나파소
21. 부룬디
22. 캄보디아
23. 캐나다
24. 차드
25. 칠레
26. 중국
27. 콜롬비아
28. 콩고 공화국
29. 콩고 민주 공화국
30. 코스타리카
31. 크로아티아
32. 쿠바
33. 키프로스
34. 체코
35. 덴마크
36. 지부티
37. 도미니카 공화국
38. 에콰도르
39. 이집트
40. 엘살바도르
41. 적도 기니
42. 에리트레아
43. 에스토니아
44. 에티오피아
45. 피지
46. 핀란드
47. 프랑스
48. 가봉
49. 감비아
50. 조지아
51. 독일
52. 가나
53. 그리스
54. 과테말라
55. 기니
56. 가이아나
57. 바티칸 시국
58. 헝가리
59. 아이슬란드
60. 인도네시아
61. 이란
62. 이라크
63. 아일랜드
64. 이스라엘
65. 이탈리아
66. 코트디부아르
67. 자메이카
68. 일본
69. 요르단
70. 카자흐스탄
71. 케냐
72. 쿠웨이트
73. 키르기스스탄
74. 라오스
75. 라트비아
76. 레바논
77. 레소토
78. [[파일:{{{국기그림-과도정부}}}|22x20px|border |리비아|링크=리비아]] 리비아
79. 리투아니아
80. 룩셈부르크
81. 마다가스카르
82. 말라위
83. 말레이시아
84. 몰디브
85. 말리
86. 몰타
87. 모리셔스
88. 멕시코
89. 몽골
90. 모로코
91. 모잠비크
92. 미얀마
93. 나미비아
94. 네팔
95. 네덜란드[7]
96. 뉴질랜드
97. 니제르
98. 나이지리아
99. 조선민주주의인민공화국
100. 북마케도니아
101. 노르웨이
102. 오만
103. 파키스탄
104. 팔레스타인
105. 파나마
106. 파푸아뉴기니
107. 파라과이
108. 페루
109. 필리핀
110. 폴란드[8]
111. 포르투갈
112. 카타르
113. 루마니아
114. 러시아
115. 르완다
116. 사우디아라비아
117. 세네갈
118. 세르비아
119. 세이셸
120. 싱가포르
121. 슬로바키아
122. 슬로베니아
123. 소말리아
124. 남아프리카 공화국
125. 대한민국
126. 남수단
127. 스페인
128. 스리랑카
129. 수단
130. 수리남
131. 스웨덴
132. 스위스
133. 시리아
134. 타지키스탄
135. 탄자니아
136. 태국
137. 토고
138. 트리니다드 토바고
139. 튀니지
140. 튀르키예
141. 투르크메니스탄
142. 우간다
143. 우크라이나
144. 아랍에미리트
145. 영국
146. 미국
147. 우루과이
148. 우즈베키스탄
149. 베네수엘라
150. 베트남
151. 예멘
152. 잠비아
153. 짐바브웨

### 기타 임무 또는 대표단
- 유럽 연합 (대표부)
- 사하라 아랍 민주 공화국 (대표부)
- 대만 (인도 타이베이 경제문화센터)
- UNHCR (대표부)

## 같이 보기
- 인도의 재외공관 목록